# Бабанеурський заповідник
Бабанеурський заповідник (правильно: Бабанаурський) (з 1970 р. — Бацара-Бабанеурський заповідник) — не існуючий нині заповідник на південному схилі Головного Кавказького хребта, в басейні річки Алазані в Кахетії (північний схід Грузії).

## Історія
Був створений в 1960 р., площа на момент створення 748 га.
У 1980 р. на основі Бацара-Бабанаурского і Тушетского заповідників створено Ахметський заповідник.

## Флора
Охороняв найбільший у Грузії гай рідкісної рослини — кавказької дзелькви — дерева, яке дожило до наших днів з третинного періоду і вважалося вже зниклим з лиця землі, але в 1946 р. його було виявлено на берегах Алазані.
Окремі екземпляри цього реліктового дерева досягають висоти 30 м при діаметрі стовбура 90 см.

## Фауна
У заповідному гаю зимують численні співочі птахи, зустрічаються кам'яна куниця, сарна європейська, іноді лисиця.